# A Bathing Ape
Bathing Ape (også kendt som BAPE) er et japansk tøjmærke som er lavet af Tomoaki Nagao, der også er medejer af Pharrell Williams Billionaire Boys Club og hoveddesigner i Ice Cream.
| Tøj | Spire Denne artikel om tøj, sko eller lignende er en spire som bør udbygges. Du er velkommen til at hjælpe Wikipedia ved at udvide den. |